# No Sad Songs for Me
No Sad Songs for Me is een Oscargenomineerde film uit 1950 onder regie van Rudolph Maté. De film is gebaseerd op een boek van Ruth Southard. In Nederland werd de film destijds onder de titel Het leven gaat door uitgebracht. Het staat bekend als Margaret Sullavans laatste filmrol.

## Verhaal

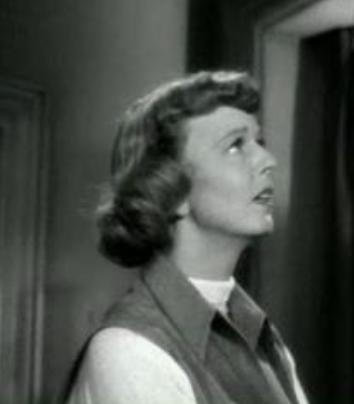
Mary Scott

Mary Scott is een typische huisvrouw in de jaren 50. Ze leidt een zorgeloos leventje, totdat ze ontdekt dat ze een ongeneeslijke vorm van kanker heeft en binnen een jaar zal sterven. Ze kan het bericht nauwelijks verwerken, maar vraagt haar dokter Ralph Frene niets te zeggen tegen haar man Brad en haar dochter Polly.
Als het alweer bijna Kerstmis is, bedenkt Mary zich hoe snel de tijd voorbij gaat. Desondanks is ze vastberaden haar familie niet in te lichten. Op nieuwjaarsavond ontmoet ze een collega van Brad, Chris Radna. Brad is verrukt als hij Chris in een deftige jurk ziet, in plaats van het vod die ze normaal draagt. Op het feest dat gevierd wordt danst hij enkele keren met haar. Daardoor beginnen de andere feestgangers te vermoeden dat Brad een affaire heeft.
Ook Mary vreest voor het erge en besluit haar man tijdelijk te verlaten. Ze reist naar haar vader in San Francisco. Onderweg ontmoet ze een oude vriend en diens nieuwe vriendin. Mary heeft een enorme hekel aan de vrouw en begint zich af te vragen wat er met Brad en Polly zal gebeuren na haar dood. Ze besluit om die reden terug te keren naar huis.
Mary is ervan overtuigd dat Brad niet meer van haar houdt en overweegt zelfmoord te plegen. Brad geeft toe dat hij een affaire heeft gehad met Chris, maar verzekert haar dat deze nu voorbij is en Chris de stad zal verlaten. Mary besluit Chris vlak voor haar vertrek stiekem te ontmoeten. Zij vertelde haar dat haar echtgenoot tijdens de Tweede Wereldoorlog is omgekomen en ze dacht van niemand meer te kunnen houden totdat ze Brad tegenkwam.
In tegenstelling tot wat ze over haar dacht, begint Mary de minnares van haar man steeds meer te mogen. Ze wil zelfs dat Brad met haar zal trouwen na haar overlijden. Ondertussen vindt Brad een aantal pijnstillers van Mary. Hij besluit Ralph te bellen, die hem de waarheid vertelt over Mary's ziekte. Zonder dat hij haar vertelt dat hij de waarheid weet, maakt hij de laatste weken van Mary zo aangenaam mogelijk. Door zijn moeite gaat Mary de laatste weken van haar leven als gelukkige vrouw in, voordat de ziekte haar fataal wordt.

## Rolverdeling
| Acteur            | Personage       |
| ----------------- | --------------- |
| Margaret Sullavan | Mary Scott      |
| Wendell Corey     | Brad Scott      |
| Viveca Lindfors   | Chris Radna     |
| Natalie Wood      | Polly Scott     |
| John McIntire     | Dr. Ralph Frene |
| Ann Doran         | Louise Spears   |
| Richard Quine     | Brownie         |
| Jeanette Nolan    | Mona Frene      |
| Dorothy Tree      | Frieda Miles    |